# Xã Cedar, Quận Cedar, Missouri
Xã Cedar (tiếng Anh: Cedar Township) là một xã thuộc quận Cedar, tiểu bang Missouri, Hoa Kỳ. Năm 2010, dân số của xã này là 488 người.